# سینمای فنلاند
سینمای فنلاند تاریخ بلندی دارد و نمایش عمومی فیلم در این کشور تقریباً همزمان با اختراع تکنولوژی مدرن فیلم بود (نخستین نمایش فیلم در دنیا در سال ۱۸۹۵ و در فنلاند در سال ۱۸۹۶ بود). بیش از یک دهه بعدتر نخستین فیلم فنلاندی در سال ۱۹۰۷ ساخته شده و نمایش داده شد. پس از این قدم‌های اولیه پیشرفت سینمای فنلاند بسیار کند شد. پس از سال ۱۹۰۷ در دو دوره در این کشور (۱۹۰۹–۱۹۱۱ و ۱۹۱۷–۱۹۱۸) هیچ فیلمی در فنلاند ساخته نشد. این تا حدی به علت وضعیت سیاسی بود؛ چراکه فنلاند در موقعیتی قرار داشت که بخشی خودمختار از روسیه و بنابراین تحت تأثیر موقعیت سیاسی جهانی بود.

## پیشینه
سینمای فنلاند از دهه ۱۹۳۰ تاکنون دارای بدنه سینمایی و امکانات مناسب برای ساخت و تولید فیلم بوده‌است. در ۲ دهه اول قرن ۲۰، سینمای فنلاند با ۲ نام موریتس استیلر و ارکی کارو پیوند خورده‌است. استیلر اگرچه یک کارگردان، هنرپیشه، و فیلم‌نامه‌نویس فنلاندی بود اما او بیشتر به خاطر کشف گرتا گاربو و آوردن او به هالیوود سرشناس است.
ارکی کارو اما پیشگام و پدر سینمای جدید فنلاند شناخته می‌شود. کفاش‌های دهکده (۱۹۲۳) مهم‌ترین فیلم او با ۸۳ دقیقه زمان اولین فیلم بلند صامت تاریخ سینمای فنلاند و از مهم‌ترین فیلم‌های سینمای پیشگام اروپا است.

## سینمای مدرن
سینماگرانی چون آلکسی مکله، دمه کاروکسکی، یوهو کاسمانن، کلائوس هارو، آکی کائوریسماکی، میکا کائوریسماکی،پیلا ویتالا، سلما ویلهونن، سیمو هالینن، پیریو هنکاسالو، یورن دونر و آنتی یوکینن از مطرح‌ترین سینماگران چند دهه اخیر سینمای فنلاند به‌شمار می‌آیند. در این میان آکی کائوریسماکی مطرح‌ترین چهره سینمای فنلاند است.

## فیلم‌هایی که تمام یا بخشی از آنها در فنلاند فیلم‌برداری شد

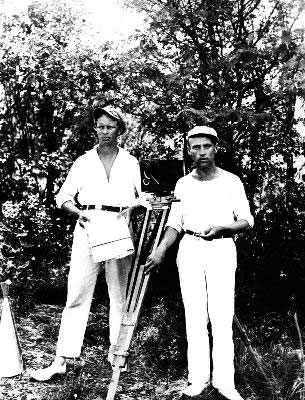
ارکی کارو (سمت چپ تصویر) پدر سینمای فنلاند. ۱۹۲۷

- دکتر ژیواگو (۱۹۶۵)
- مغز بیلیون دلاری (۱۹۶۷)
- آوای وحش (۱۹۷۲)
- تلفن (۱۹۷۷)
- سرخ‌ها (۱۹۸۱)
- پارک گورکی (۱۹۸۳)
- پارک گورکی (۱۹۸۳)
- شب‌های روشن (۱۹۸۵)
- پروتوکل چهارم (۱۹۸۷)
- شغال (۱۹۹۷)
- ساراباند (۲۰۰۳)
- بیگانه (۲۰۰۵)
- روشنایی‌ها در تاریکی (۲۰۰۶)
- هانا (۲۰۱۱)
- بازی بزرگ (۲۰۱۴)
- بعد به کجا حمله کنیم(۲۰۱۵)
- بال کوچک (۲۰۱۶)
- سوی دیگر امید (۲۰۱۷)

## جشنواره‌های سینمایی
- جشنواره فیلم خورشید نیمه‌شب (سودانگولا)
- انیماتریکس (جشنواره پویانمایی هلسینکی)
- جشنواره بین‌المللی فیلم هلسینکی

## آمار و ارقام
در حال حاضر در فنلاند ۲۸۳ سالن سینمای فعال و مدرن وجود دارد. سرانه تولید یالانه فیلم بلند ۲۶ عدد، فیلم مستند ۱۴ عدد و فیلم انیمیشن ۲ عدد اعلام شده‌است. جمعیت سینماروی اینکشور نیز سالیانه بیش از ۷ میلیون نفر برآورد شده‌است.